# Leonas Petrauskas
Leonas Eugenijus Petrauskas (Kaunas, 17 marzo 1919 – Engadine, 18 luglio 1994) è stato un cestista lituano.

## Carriera
Con la nazionale lituana ha disputato gli Europei 1937 e quelli del 1939, vincendo la medaglia d'oro in entrambe le occasioni.